# آنتونیو رودریگس (بازیکن والیبال)
آنتونیو رودریگس (اسپانیایی: Antonio Rodríguez‎؛ زادهٔ ۸ اکتبر ۱۹۵۱) بازیکن والیبال اهل کوبا بود.